# Mundkurella mossii
Mundkurella mossii är en svampart som beskrevs av Savile 1975. Mundkurella mossii ingår i släktet Mundkurella och familjen Urocystidaceae.   Inga underarter finns listade i Catalogue of Life.